# Huib van Walsum
Huibert Victor (Huib) van Walsum (Rotterdam, 15 juni 1932) is een Nederlands voormalig burgemeester van de PvdA.

## Leven en werk
Van Walsum is een zoon van de Rotterdamse burgemeester Gerard Ewout van Walsum en Jacoba Margaretha Quispel. Na zijn studie rechten aan de Universiteit Utrecht vestigde hij zich als advocaat en procureur in zijn geboortestad Rotterdam. In 1962 werd hij benoemd tot burgemeester van het Drentse Gieten. Daarna werd hij achtereenvolgens in 1969 burgemeester van Doesburg, in 1980 van Rheden en in 1985 van Delft, de stad waar ook zijn vader van 1948 tot 1952 burgemeester was geweest.
Van Walsum was voorzitter van het Nederlands Genootschap van Burgemeesters. In 1997 beëindigde hij zijn actieve loopbaan als burgemeester. Hij werd ter gelegenheid van zijn afscheid als burgemeester van Delft benoemd tot ere-ingenieur van de TU Delft. Ook kreeg hij in 1997 de tweejaarlijkse Prijs der Gemeenten van de Vereniging van Nederlandse Gemeenten wegens zijn activiteiten voor de Nederlandse gemeenten, in het bijzonder in de sector buitenland.
Na zijn pensionering werd hij lid van het Kapittel voor de Civiele Orden. Hij was tot 2004 lid van de Raad van Toezicht van de Reinier de Graaf Groep, het Delftse ziekenhuis.